# Csecsetka Sámuel
Csecsetka Sámuel (Čečetka; Besztercebánya, 1818. augusztus 2. – Besztercebánya, 1896. október 22.) evangélikus egyházi író, jogi szakíró.

## Élete
Csecsetka Dániel és Lehocky Mária fia.
Az alsó gimnáziumot Besztercebányán, a főgimnáziumot Miskolcon, a bölcseleti három tanfolyamot Selmecbányán, a teologiát Pozsonyban és 1843–1844-ben a Jénai Egyetemen végezte. A teológiai szigorlatok után tanári pályára készült, 1844-től több úri családnál volt nevelő. 1851-től a selmecbányai líceumban a magyar irodalom és világtörténet tanára lett, 1855-től a pozsonyi evangélikus főiskola (teológiai akadémia) első igazgatója, teológia tanára, majd az egyházjog és egyháztörténelem rendes tanára volt. 1896-ban költözött szülővárosába.
Tanítványa volt többek között Heinlein Adolf.

## Művei
Stromszky Ferenc Sámuel ág. ev. superintendens életrajza a Házi Kincstár 1861. kötetében jelent meg.
- 1886 A pozsonyi evangélikus főiskola történetéből. A Theologiai Akadémia Évkönyve. Pozsony
- 1887–1889 Magyarhoni evangélikus egyházjogtan. Pozsony

## További irodalom
- Slovenský biografický slovník
- encyklopedia.sk
- epsilon.sk